# شركة ذيب لتأجير السيارات
شركة ذيب لتأجير السيارات هي شركة مساهمة سعودية، مطروحة في السوق المالية السعودية «تداول» برأس مال يبلغ 430 مليون ريال سعودي، تأسست في عام 1991 في الرياض، وعلى مدار ثلاثة عقود منذ تأسيسها استطاعت ذيب بناء اسم لها في السوق السعودي وعززت مكانتها كعلامة تجارية مرموقة في المملكة.
يتمثل نشاط الشركة في تأجير السيارات في المملكة، وتقدم خدماتها في المناطق الوسطى والغربية والشرقية والشمالية والجنوبية. وتتألف الأنشطة الأساسية للشركة من قطاعات الأعمال الرئيسية التالية: التأجير قصير الأجل وتقديم الخدمات الأخرى ذات الصلة. التأجير طويل الأجل وتقديم الخدمات الأخرى ذات الصلة، بالإضافة إلى توفير حلول مخصصة للعملاء على المدى الطويل، بيع المركبات المستعملة.

## تاريخ الشركة
انطلقت ذيب لتأجير السيارات في عام 1991 بأول فرع لها بالرياض، كمؤسسة ذات مسؤولية محدودة، من ثم إلى شركة ذات مسؤولية محدودة في عام 1996، في عام 2010 انتقلت ذيب لتكون شركة مساهمة مقفلة سعودية برأس مال بلغ 154 مليون ريال. 
في عام 2013 استحوذ صندوق استثماري خاص على 30% من أسهم الشركة مما فتح آفاقاً جديدة لإطلاق خدمات التأجير طويل الأجل الذي شهد نمواً متسارعاً، لتخدم الشركة اليوم أكثر من 1500 عميل من الشركات الخاصة، الحكومية، وشبه الحكومية بمختلف القطاعات حول المملكة.

## الطرح للاكتتاب العام
قامت الشركة بطرح 30% من رأس مالها البالغ 430 مليون ريال خلال الأزمة العالمية كوفيد-19، والمدفوع بالكامل بعدد أسهم 43 مليون سهم، للاكتتاب العام في السوق المالية السعودية «تداول»، حيث بلغ عدد الأسهم المطروحة 12.9 مليون سهم عادي مثلت 30% من رأس مال الشركة، خصصت منها للمؤسسات الاستثمارية 11.61 مليون سهم تمثل ما نسبته 90% من إجمالي أسهم الطرح ، فيما بلغ عدد الأسهم المطروحة للمكتتبين الأفراد 1.29 مليون سهم كحد أقصى تمثل نسبة 10% من إجمالي أسهم الطرح وبقيمة 40 ريال للسهم الواحد.
في يوم الإثنين 29 مارس 2021، تم إدراج وبدء تداول أسهم شركة «ذيب لتأجير السيارات» في السوق الرئيسية برمز تداول 4261 وبالرمز الدولي (SA159GK22IH4).
منذ طرحها في سوق المالية، التزمت شركة ذيب لتأجير السيارات بتوزيع أرباحها على أساس ربع سنوي، بما يعادل 50% من أرباحها للربع.

## المؤشرات المالية
| ملف الأسهم                                       | كما في 1 مايو 2025 |
| ------------------------------------------------ | ------------------ |
| القيمة السوقية (مليون ريال)                      | 2,876.70           |
| عدد الأسهم (مليون ريال)                          | 43.00              |
| ربح السهم (ريال) (آخر 12 شهر)                    | 4.25               |
| القيمة الدفترية (ريال) (لأخر فترة معلنة)         | 19.31              |
| القيمة الإسمية (ريال)                            | 10.00              |
| مكرر الأرباح التشغيلي (آخر12)                    | 15.74              |
| مضاعف القيمة الدفترية                            | 3.46               |
| عائد التوزيع النقدي (%) (آخر سنة)                | 3.15               |
| العائد على متوسط الأصول (%) (آخر 12 شهر)         | 7.59               |
| العائد على متوسط حقوق المساهمين (%) (آخر 12 شهر) | 11.90              |
| قيمة المنشأة (مليون ريال)                        | 4223.16            |
| رأس المال المصرح به (ريال سعودي)                 | 430,000,000        |
| عدد الأسهم المصدرة                               | 43,000,000         |
| رأس المال المدفوع (ريال سعودي)                   | 430,000,000        |

## أعضاء مجلس الإدارة
رئيس مجلس الإدارة
- محمد أحمد عبد الله الذييب - رئيس مجلس الإدارة

أعضاء مجلس الإدارة
- رياض صالح حمد المالك -  نائب الرئيس
- محمد حمود عبد الله الذييب - تنفيذي
- سليم شدياق - مستقل
- هيثم توفيق إبراهيم الفريح - مستقل
- نايف محمد أحمد الذييب - تنفيذي

كبار التنفيذيين
- نايف محمد أحمد الذييب - الرئيس التنفيذي
- أمجد عبدالرحمن جميل علاونة - الرئيس المالي